# Maksim Turov
Maksim Vladimirovič Turov, in russo Максим Владимирович Туров? (Gukovo, 7 dicembre 1979), è uno scacchista russo.
Ottenne il titolo di Maestro Internazionale nel 1996 e di Grande Maestro nel 1999.

## Principali risultati
Nel 1993 vinse la medaglia d'oro con la squadra "Russia A" nella prima olimpiade giovanile U16 di Linares. 

Altri risultati di rilievo:
- 2005:  vince a Dieren il campionato olandese open [2] (ripetuto nel 2011).
- 2009:  =1°-2° con Marius Manolache nel torneo di Eforie Nord; 1° nell'open di Nordhausen; 1° nell'open di Faaker See.
- 2010:  1° nell'open di Chennai [3]; 1° nel Georgy Agzamov Memorial di Tashkent[4]; =1°-6° nell'Orissa Open di Bhubaneswar.
- 2011:  2°-6° nel Karen Asrian Memorial di Jermuk (vinto da Tigran Kotanjian); 2°-7° nell'open di Benasque (vinto da Tigran L. Petrosyan); 2°-7° nel Festival ZMDI di Dresda (vinto da Evgenij Vorob'ëv).
- 2012:  vince il gruppo C del Torneo Tata Steel di Wijk aan Zee.
- 2014:  =1°-3° con Jan Werle e Jurij Solodovnyčenko nel torneo di Oslo.[5]

Ha ottenuto il suo massimo rating FIDE in giugno 2012, con 2667 punti Elo.